# Els Ivarsos
Els Ivarsos, sovint escrit també com Els Ibarsos, és una localitat de la comarca de la Plana Alta, al País Valencià, que forma part del terme de la Serra d'en Galceran. És el nucli amb major població de tot el municipi, amb 389 veïns el 2015.

## Toponímia
Ivarsos és un topònim que deriva dels primers pobladors d'aquest llogaret, la família Ivars. Així doncs, aquest cognom deriva, segurament, del basc ibarr, 'vall'.

## Geografia

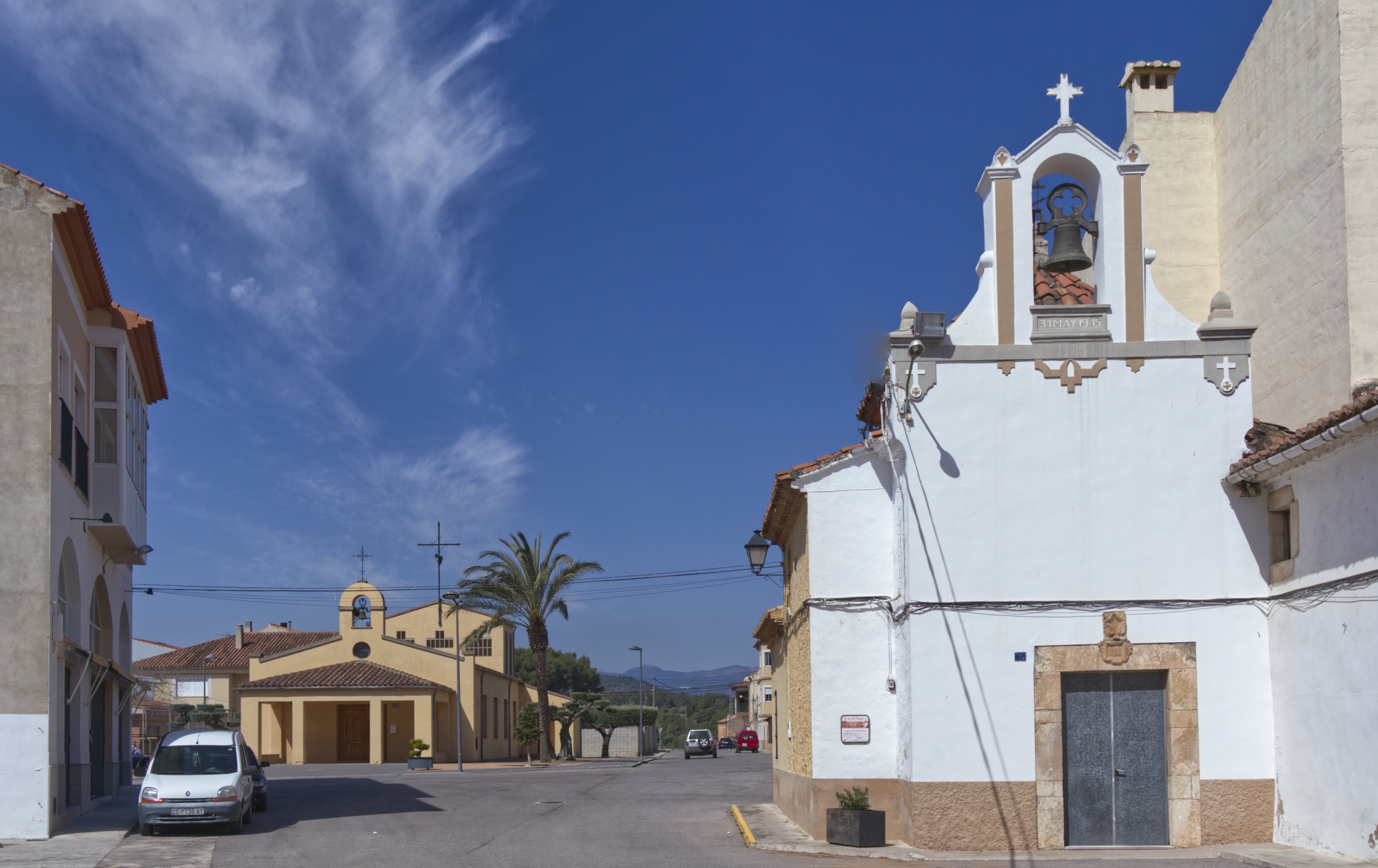
Ermita de la Mare de Déu dels Desemparats i Plaça de l'Església

El poble està situat al pla dels Ivarsos, tancat, per una banda, per la Serra d'en Galceran i, per l'altra, per la serra d'Esparraguera. Travessat per la carretera CV-15, para a prop del ramblar on convergeixen la rambla Carbonera i el riu de Montlleó.

## Història
Els Ivarsos van nàixer com a masia i hostal a la vora del camí reial de Morella a València, a l'edat mitjana, tot i que no es conserva documentació sobre l'indret fins al segle xvi.
La seua bona ubicació, en un terreny pla i ben comunicat, afavorí el creixement del nucli, i ja al segle xviii, concretament el 1799, es bastí l'església de la Mare de Déu dels Desemparats. El 1940 ja comptava amb 216 veïns.